# Walther Geiser
Walther Geiser (født 16. maj 1897 i Zofingen – død 6. marts 1993 i Oberwil, Basel, Schweiz) var en schweizisk dirigent, violinist, lærer og komponist.
Geiser studerede på Basels musikkonservatorium (1917-1920). Studerede komposition i Berlin hos Ferruccio Busoni (1920-1923).
Han har skrevet to symfonier, koncerter, orkesterværker, korværker, kammermusik etc. Geiser var i stil senromantisk, men blev i sine sene år tiltrukket af tolvtonestilen. Han modtog i 1962 den schweiziske komponistpris fra komponistforeningen Swiss Tonkünstlervereins.

## Udvalgte værker
- Symfoni nr. 1 (1953) - for orkester
- Symfoni nr. 2 (1967) - for orkester
- Violinkoncert (1930) - for violin og orkester
- Klaverkoncert (1959) - for klaver og orkester
- Hornkoncert (1934) - for horn og orkester
- Fløjtekoncerter – (1921, 1963) - for fløjte og orkester